# Instituto António Sérgio
O Instituto António Sérgio do Sector Cooperativo (ou Inscoop) foi um instituto público, criado pelo Decreto-Lei n.º 902/76, de 31 de Dezembro, dotado de personalidade jurídica, de autonomia administrativa e de património próprio, que tinha por objectivo apoiar o sector cooperativo em geral, tendo em conta a sua especificidade própria e como principal missão difundir o cooperativismo e promover as cooperativas. O Inscoop foi extinto pelo Decreto-Lei n.º 282/2009, de 7 de Outubro, que em seu lugar cria a Cooperativa António Sérgio para a Economia Social. O nome do instituto é uma homenagem a António Sérgio, um dos teorizadores do cooperativismo.

## Historial
O Instituto António Sérgio do Sector Cooperativo foi criado pelo Decreto-Lei n.º 902/76, de 31 de Dezembro, tendo o seu Estatuto sido ratificado pela Lei n.º 35/77, de 8 de Junho. A criação do Instituto visava dar corpo à importância das cooperativas no desenvolvimento humano e tendo presente o reconhecimento feito pela Constituição da República das cooperativas como pilar principal do sector cooperativo e social, assume como sua missão o fomento e a divulgação do modelo empresarial cooperativo, bem como o apoio às cooperativas constituídas e funcionando de acordo com os princípios cooperativos e as disposições legais próprias.